# 特拉西梅诺湖
特拉西梅诺湖（義大利語：Lago Trasimeno）位于意大利翁布里亚大区境内，水域面积为128平方公里，是波河以南最大的湖泊。前217年的特拉西梅诺湖会战中，迦太基将领汉尼拔曾在此处全歼罗马三万主力军并击毙了敌方主帅。